# 激走!5000キロ
『激走!5000キロ』（げきそう ごせんきろ、原題: THE GUMBALL RALLY）は、1976年制作のニューヨークからカリフォルニア・ロングビーチまでの大陸横断公道レースを描くアメリカ合衆国のカーアクション映画。チャック・ベイル監督。

## ストーリー
ニューヨークの若い会社重役マイク・バノン（マイケル・サラザン）は毎日会議に明け暮れうんざり気味。
そろそろやるか！とばかりに会議を打ち切ると、子供の頃からの親友で良きライバルであるスティーブ（ティム・マッキンタイア）に電話した。「ガムボール！」
「ガムボール」とはレース開始の合言葉で、物好きなスポーツカー愛好家たちを集め、年に一度アメリカ横断レースでスピードを競い合おうというものだった。
バノンが「ガムボール」の指令を出すと、たちまちアメリカ各州から続々カーキチたちが集合した。
参加者はいずれも単調な生活から逃れて、この思いもよらない催しに飛びつきヤミツキになったのだった。
やめる者もいたが、新たに参加する者も多くヨーロッパから馳せ参じる者もあった。
一同はマンハッタンのギャラガーズレストランで顔を合わせた。そこでバノンはレースのプランを説明した。
このレースは法律を度外視したものだけに警察のあらゆる難関を突破することが第一条件だった。それも競技のひとつで、そのために法律に基づく封鎖網が州ごとにしかれるのだった。
その役割をつとめるためにロスコー警部（ノーマン・バートン）が選ばれた。彼は不器用だが仕事熱心な男だった。
翌日、ガムボールラリーのレーサーたちは最後の指示を与えられ、自分たちのマシンの点検に余念がなかった。
なかには、警察の網をくぐるための特殊なCBラジオ装置とスヌーパー（レーダー探知機）を装備しているものもあった。
かくして出発の合図とともに、法律違反のノンストップ・レースが開始された。そして運よく成功すれば、約30時間後にはカリフォルニア州ロングビーチのクイーン・メリーにゴールインすることになるのだが・・・
これらのレーサーたちが、ただ巨大なガムボールマシンを獲得するためだけに、交通規則を無視して時速180キロから230キロでレースする。
車輪がまわるたびに一触即発の危機が炸裂する。一方、警察の封鎖網がいたるところにしかれ、ロスコーが逮捕の機会を狙っている。
天候は寒さが激しく変わりやすく、ハイウェイと国道は一マイルごとに奇想天外な事件が続発するが、それにもめげずガムボールラリーのレーサーたちはハイスピードで西へ西へと轟音を響かせていく・・・果たして最後の栄光を得るのはだれか？
そして、勝負の行方を決める「アルファ計画」とは？

## キャスト
| 役名                 | 俳優                   | 日本語吹き替え | 日本語吹き替え |
| 役名                 | 俳優                   | TBS版          | テレビ朝日版   |
| -------------------- | ---------------------- | -------------- | -------------- |
| マイク・バノン       | マイケル・サラザン     | 安原義人       | 堀勝之祐       |
| スティーブ・スミス   | ティム・マッキンタイア | 飯塚昭三       | 石田太郎       |
| フランコ             | ラウル・ジュリア       | 伊武雅刀       | 玄田哲章       |
| サム・グレーブス教授 | ニコラス・プライアー   | 千田光男       | 山野史人       |
| アリス               | スーザン・フラナリー   | 有馬瑞香       | 森田育代       |
| ジェーン             | ジョーン・ネイル       |                | 横尾まり       |
| ロスコー警部         | ノーマン・バートン     | 村越伊知郎     | 青野武         |
| エース・プレストン   | ジョン・ダレン         | 増岡弘         | 郷里大輔       |
| ギブソン             | ゲイリー・ビジー       |                | 鈴置洋孝       |
| ホセ                 | ラザロ・ペレス         | 古川登志夫     | 富山敬         |
| アンジー             | トリシア・オニール     | 小宮和枝       | 吉田理保子     |
| バーニー             | J・パット・オマーリー  |                | 辻村真人       |
| アンディ             | ボーン・テーラー       |                |                |
| ジョー               | エディ・ドノ           |                |                |
| ハリー               | アル・シェリー         |                |                |
| メル                 | ディック・カリー       |                |                |
| カンディンスキー     | スチーブン・キーツ     |                | 幹本雄之       |
| アビア               | ウォーリー・テーラー   |                |                |
| ラプチック           | ハーベィ・ジェーソン   |                | 谷口節         |
| （アルファ計画）     | リンダ・ヴォーン       |                |                |

## スタッフ
- 監督・製作：チャック・ベイル
- 脚本：レオン・カペタノス
- 製作総指揮：ロン・プレイスマン
- 撮影：リチャード・C・グローナー
- 音楽：ドミニク・フロンティア
- 編集：スチュアート・エイチ・パッペ、ゴードン・スコット、モーリー・ワイントローブ

## 登場車
- コブラ427（バノン/グレーブス）V型8気筒6997cc、425馬力、最高速度257.6km/h
- フェラーリ・365GTS/4デイトナスパイダー（スミス/フランコ）V型12気筒4390cc、352馬力、最高速度280km/h
- シボレー・カマロZ28（プレストン/ギブソン）V型8気筒6490cc(それ以上？）600馬力
- ポルシェ・911タルガ（アリス/ジェーン）水平対向6気筒2341㏄
- メルセデス・ベンツ・300SLロードスター（バーニー/アンディ）直列6気筒2996cc、215馬力、最高速度225km/h
- ダッジ・ポラーラパトカー仕様（カンディンスキー/アビア）
- シボレー・バン（ジョー/ハリー/メル）
- ロールス・ロイス・シルヴァーシャドウ（ホセ/アンジー）V型8気筒6750cc、馬力・スピードとも「必要にして十分なだけ」と伝統的に公表せず。
- シボレー・コルベットスティングレイ　V型8気筒7440cc、460馬力、最高速度210km/h
- ジャガー・Eタイプ
- カワサキ・KH400（ラプチック）並列3気筒400cc、38馬力、最高速度165km/h

## 日本での放送
- TBS版：初回放送1980年1月14日、TBS『月曜ロードショー』「アメリカ大陸横断、交通ルール無視の大レーススタート！激走！5000キロ」
  - 演出：伊達渉、台詞：井場洋子、プロデューサー：熊谷国雄　制作：東北新社、TBS

- テレビ朝日版：初回放送1985年7月14日、テレビ朝日『日曜洋画劇場』
  - 演出：左近允洋、翻訳：平田勝茂、調整：栗林秀年、効果：東上別符精／PAG、制作：グロービジョン、テレビ朝日担当：圓井一夫